# Кемеровська ТЕС
Кемеровська ТЕС — теплова електростанція у Кемеровській області Росії. 
В 1934 – 1935 роках на майданчику станції стали до ладу три парові котла, з яких щонайменше два були виготовлені Ленінградським металічним заводом та відносились до типу ЛМЗ-1500 з продуктивністю по 150 тон пари на годину (станційні номери 2 та 3). Від них живились дві парові турбіни виробництва того ж Ленінградського металічного заводу потужністю по 24 МВт (станційні номери 1 та 2). 
В 1938-му ввели в дію другу чергу у складі двох парових котлів типу ТКЗ-120/150 продуктивністю по 150 тон пари на годину (номери 4 та 5) із однією паровою турбіною типу АП-25-1 потужністю 25 МВт (номер 3).
В межах третьої черги в 1939-му запустили парову турбіну потужністю 50 МВт (номер 4), тоді як котельне господарство в 1940-му поповнили котлом типу ТКП-1 продуктивністю 150 тон пари на годину (номер 6).
Четверта черга отримала введену в 1943-му турбіну типу АК-50 потужністю 50 МВт (номер 5) та запущені в 1943, 1944 та 1945 роках три парові котла, з яких щонайменше два мали продуктивність по 150 тон пари на годину – котел типу ТКП-11 (номер 8) та котел типу ТКЗ-120/150 (номер 9).
У 1951-му станцію підсилили паровим котлом типу ТП-200 продуктивністю 200 тон пари на годину (номер 10).
В останній третині 20 століття збільшення потужностей котельного цеху відбуось за рахунок п’яти парових котлів типу ТП-87-1 продуктивністю по 420 тон пари на годину (номери 11 – 15), які стали до ладу в 1974, 1975, 1976, 1983 та 1995 роках. При цьому турбінний цех поповнили п’ять парових турбін:
- в 1973 та 1974 роках ввели в дію дві турбіни виробництва Уральського турбінного заводу типу Р-40-130 потужністю по 40 МВт (номери 9 та 10);
- у 1978 та 1988 роках запустили дві турбіни Уральського турбінного заводу типу Т-110/120-130 потужністю по 110 МВт (номери 11 та 12);
- в 1995-му ввели в дію турбіну Уральського турбінного заводу Т-116/125-130 потужністю 116 МВт (турбіна 13).
В той де час, з плином часу застаріле обладнання виводили з експлуатації, наприклад, турбіну №1 в 1978 та турбіну №2 в 2007 роках. Також не пізніше кінця 1990-х вивели турбіну №4. Турбіни №9 та №10 в якийсь момент переномінували до рівня Р-35-130 зі зменшенням потужності до 35 МВт.
Частину обладнання міняли на нове, зокрема, в 1996 та 2001 роках стали до ладу дві турбіни потужністю по 30 МВт – №3 типу ПТР-30-2,9/0,6 та №5 типу ПТР-30-2,9/0,25. В 1995 та 1999 роках ввели в дію турбіни №7 та №6 типу Р-10-29 потужністю по 10 МВт.  
Котельне господарство в 2005-му підсилили за рахунок котла типу ТП-87М.
Як паливо ТЕЦ використовує вугілля. З кінця 1970-х резервним паливом виступає природний газ, який подали до регіону по трубопроводу Нижньовартовськ – Кузбас. Також кілька котлів можуть використовувати коксовий газ Кемеровського коксохімічного заводу.
Для видалення продуктів згоряння призначені димарі заввишки 180 та 210 метрів. 
Для технологічних потреб використовується вода з річки Том.
Видача продукції відбувається під напругою 110 кВ.